# Constantin Stanca
Constantin Stanca (n. 1889, Petroșani - d. 31 mai 1969, București) a fost un medic român, profesor la Facultatea de Medicină din București și primul director al Institutului Oncologic din Cluj.

## Biografie
Constantin Stanca s-a născut în familia lui Avram, preot-învățător, și Ioanei Stanca. A fost al doilea băiat al familei, fratele mai mare fiind preotul, doctor in teologie și publicistul Sebastian Stanca iar fratele mai mic medicul Dominic Stanca, director al Spitalului de Femei din Cluj.
După obținerea bacalaureatului, în 1909, urmează cursurile Facultății de Medicină din Cluj obținând doctoratul în medicină și chirurgie în 1914.

## Activitatea medicală
Se specializează în obstetrică și ginecologie și, în perioada 1920-1940, este medic primar și șef al Serviciului de Ginecologie și Obstetrică la Spitalul de femei din Cluj.
Constantin Stanca participă la înființarea de către Iuliu Moldovan, în 1929, a Institutului pentru Studiul și Profilaxia Cancerului din Cluj, viitorul Institut Oncologic. Doctorul Stanca a fost, între 1929-1940, primul director al acestei instituții. Institutul, mutat în 1940 la București din cauza războiului, este reorganizat de Constantin Stanca sub numele de Institutul pentru boli tumorale.
Activează ulterior la Maternitatea Spitalului Brâncovenesc, la Spitalul „Elias” și la Maternitatea „Filantropia”, este numit profesor de obstetrică și ginecologie la Facultatea de Medicină din București și primește titlul de Profesor Emerit al R.P.R..
Se pensionează la 1 decembrie 1962.

## Distincții
- titlul de „Profesor Emerit al Republicii Populare Romîne” (5 noiembrie 1962) „pentru activitatea îndelungată, contribuție în dezvoltarea științei și merite deosebite în dezvoltarea învățămîntului superior”[6]

## Publicații
- Memorii - Îngerul de pe cupolă, Editura Fundației Culturale „Ion D. Sîrbu”, Petroșani, 1997, ISBN: 973-98188-7-0[7]